# Peter Hartmann (Theologe)
Peter Hartmann (* 8. Februar 1747 in München; † 16. März 1821) war ein bayerischer Zisterziensermönch.
Peter Hartmann absolvierte 1766 das Jesuitengymnasium München (heute: Wilhelmsgymnasium München). Anschließend studierte am angeschlossenen Lyzeum Philosophie (= Grundstudium) und Theologie. 1771 wurde er zum Priester geweiht und trat in das Kloster  Aldersbach ein, wo er als Professor des Kirchenrechts fungierte.
Nach der Säkularisation war er Benefiziat, Prediger und Chorvikar in Altötting. 1813 wurde er Benefiziat in Wolnzach in der Diözese Regensburg, wo er am 16. März 1821 starb.

## Schriften
- Jus ecclesiasticum potissime publicum in synopsi systematica delineatum et usui Germaniae ac Bavariae adcommodatum, 1783.